# Trichomalus alonsoi
Trichomalus alonsoi är en stekelart som beskrevs av Nieves-aldrey och Orlando H. Garrido 1994. Trichomalus alonsoi ingår i släktet Trichomalus och familjen puppglanssteklar.
Artens utbredningsområde är Spanien. Inga underarter finns listade i Catalogue of Life.